# Hamilton Heights
Hamilton Heights è un quartiere di Manhattan, uno dei cinque distretti di New York. I confini del quartiere sono Washington Heights a nord, Harlem a est, Manhattanville a sud e il fiume Hudson a ovest.
Hamilton Heights è parte del Manhattan Community District 9 e i suoi ZIP code sono 10031, 10032 e 10039.

## Demografia
Secondo i dati del censimento del 2010 la popolazione di Hamilton Heights era di 48 520 abitanti, in diminuzione del 4,0% rispetto ai 50 555 del 2000. La composizione etnica del quartiere era: 32,2% (15 646) afroamericani, 10,9% (5 287) bianchi americani, 2,2% (1 067) asioamericani, 0,2% (119) nativi americani, 0,0% (15) nativi delle isole del Pacifico, 0,4% (178) altre etnie e 1,8% (884) multietinici. Gli ispanici e latinos di qualsiasi etnia erano il 52,2% (25 324).

## Trasporti
Il quartiere è servito dalla metropolitana di New York attraverso le stazioni di 137th Street-City College e 145th Street della linea IRT Broadway-Seventh Avenue, dove fermano i treni della linea 1, e quelle di 135th Street, 145th Street e 155th Street della linea IND Eighth Avenue, dove fermano i treni delle linee A, B, C e D.